# Luís Manuel da Cunha Bastos
Luís Manuel da Cunha Bastos (Porto, 1788 — Limeira, 12 de Setembro de 1835) foi um militar luso-brasileiro, tendo sido um dos fundadores da cidade de Limeira, na então Província de São Paulo.
Chegou ao Brasil, passando por Vila Rica de Minas Gerais. Ajudou a fundar o município limeirense por volta de 1826 quando, por sua iniciativa, foi construída a capela de Nossa Senha das Dores de Tatuhiby, e anos depois, levou à fundação do distrito de Tatu (atual bairro do Tatu).
Também foi homem público, presente em diversas ocasiões históricas do município que ajudou a fundar e em outros eventos históricos de importância para o país. Faleceu após já ter se afastado da vida pública, tendo o seu corpo sepultado na catedral de Limeira.